# Falcidens longus
Falcidens longus är en blötdjursart som beskrevs av Amelie Hains Scheltema 1997. Falcidens longus ingår i släktet Falcidens och familjen Chaetodermatidae. Inga underarter finns listade i Catalogue of Life.